# Giampereto
Giampereto è una frazione del comune di Sarnano.

## Geografia fisica
La frazione sorge nel comune di Sarnano e si trova all'altitudine di 619 metri, sui contrafforti orientali dei Monti Sibillini e nei pressi del torrente Tennacola. Nel territorio tra Giampereto e Piobbico si trova la medievale Abbazia di San Biagio.

## Origine del nome
Il toponimo deriva dal tardo latino iuniperetum, ossia un luogo ricco di arbusti di ginepro comune.

## Storia
Il primo documento storico che attesta la presenza della villa (ossia «abitato») di Giampereto risale al 977, in cui si descrivono dei possedimenti ceduti in enfiteusi dal vescovo di Fermo Gaidulfo al conte Mainardo di Sigfrido.